# Hololepida veleronis
Hololepida veleronis är en ringmaskart som beskrevs av Hartman 1939. Hololepida veleronis ingår i släktet Hololepida och familjen Polynoidae. Inga underarter finns listade i Catalogue of Life.